# Rechtbank Gorinchem

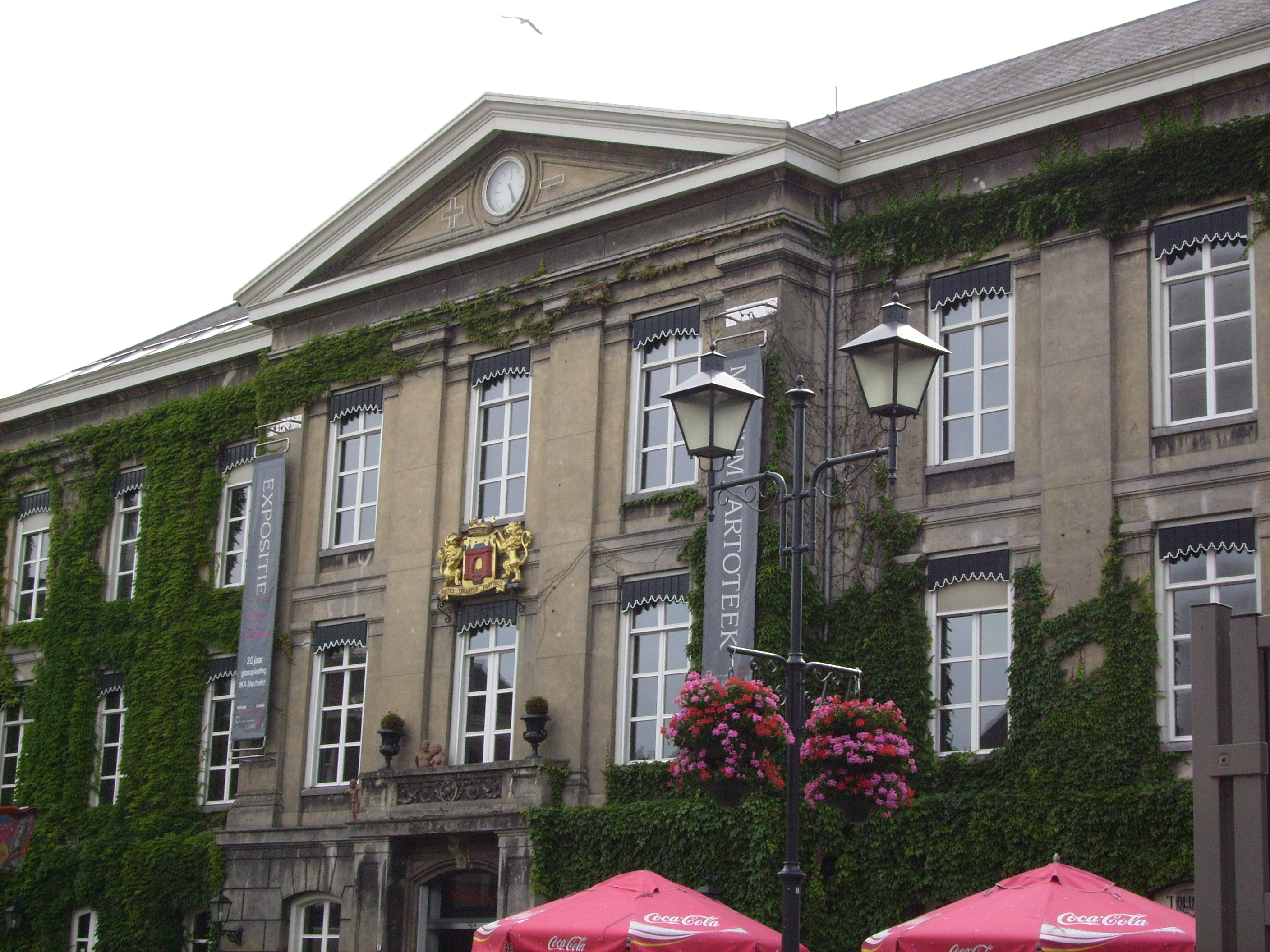
Het stadhuis was van 1838 tot 1877 ook zetel van de rechtbank

De rechtbank Gorinchem was van 1838 tot 1877 een van de rechtbanken in Nederland. Het rechtsgebied van Gorinchem omvatte het meest oostelijke deel van de huidige provincie Zuid-Holland. Na de opheffing werd het arrondissement grotendeels bij het arrondissement Dordrecht gevoegd.

## Arrondissement
Arrondissementen werden in Nederland ingesteld in de Franse tijd. Het zuidelijke deel van de toenmalige provincie Holland werd in 1838 oorspronkelijk verdeeld in zes arrondissementen, naast Gorichem waren dat Den Haag, Rotterdam, Dordrecht, Leiden en Brielle. 
Het arrondissement Gorichem was onderverdeeld in drie kantons: Gorinchem, Sliedrecht en Vianen. Bij de opheffing van het arrondissement werd het rechtsgebied van de kantons Gorichem en Sliedrecht gevoegd bij het arrondissement Dordrecht. Vianen werd een kanton van  Tiel.
In 1877 werd de arrondissementsrechtbank van Gorinchem opgeheven. De stad behield wel de kantonrechtbank, die in 2013 is gesloten.

## Gebouw
Gorinchem heeft nimmer een eigen gerechtsgebouw gehad. Zittingen werden gehouden in het stadhuis van Gorinchem, dat ook door het kantongerecht werd gebruikt. Na de sluiting van de rechtbank bleef het kantongerecht tot 1978 in het stadhuis, in dat laatste jaar kreeg het eindelijk een eigen pand.